# 布雷日尼奥迪纳扎雷
布雷日尼奥迪纳扎雷是巴西托坎廷斯州的一个市镇。总面积1724.441平方公里，总人口5295人，人口密度3.1人/平方公里。